# Друзін Валерій Павлович
Валерій Павлович Друзін (нар. 8 листопада 1903, місто Сестрорєцьк, тепер у складі Курортного району Санкт-Петербурга Російська Федерація — 28 грудня 1980, місто Москва) — радянський діяч, літературний критик, журналіст, головний редактор журналу «Звезда» в Ленінграді. Член Центральної Ревізійної Комісії КПРС у 1952—1956 роках. Професор.

## Життєпис
Народився в родині вчителів. У 1910—1920-х роках проживав у місті Іркутську.
У 1920—1922 роках навчався на факультеті суспільних наук Іркутського державного університету. Брав участь в організації Іркутського літературно-мистецького об'єднання, почав друкувати вірші в місцевій газеті «Власть труда» і помістив дебютну розповідь «Подія» в журналі «Красные зори». З 1922 року виступав як літературний критик.
У 1923—1925 роках — студент Петроградського (Ленінградського) державного університету.
У 1925—1929 роках — аспірант Інституту мови і літератури при Російській асоціації науково-дослідних інститутів суспільних наук. У 1930 році був виключений з Ленінградської асоціаціі пролетарських письменників (ЛАПП).
У 1930—1932 роках — викладач, доцент кафедри російської літератури Саратовського державного університету та Саратовського державного педагогічного інституту.
У 1932—1933 роках — доцент та завідувач кафедри російської літератури Астраханського державного педагогічного інституту.
З 1933 року — завідувач навчальної частини Ленінградського літературного інституту, доцент та завідувач кафедри російської літератури Ленінградського державного педагогічного інституту імені Герцена.
У 1941—1946 роках — на політичній роботі в Червоній армії, учасник німецько-радянської війни. З 1942 року — спеціальний кореспондент армійських газет «Во славу Родине», «На страже Родины» Центральної групи військ (в окупованому Відні). 
Член ВКП(б) з 1944 року.
У 1946—1947 роках — редактор відділу критики журналу «Звезда» в Ленінграді.
З січня 1947 року — завідувач сектора друку Ленінградського міського комітету ВКП(б).
У 1947—1955 роках — головний редактор журналу «Звезда» в Ленінграді.
У 1955—1959 роках — заступник головного редактора «Литературной газеты». У 1958 році виконував обов'язки головного редактора «Литературной газеты».
З 1959 року — заступник голови Правління Спілки письменників РРФСР.
З 1961 року — професор, завідувач кафедри радянської літератури Московського літературного інституту імені Горького. Викладав також у Московському державному педагогічному інституті імені Леніна.
Автор праць про творчість радянських письменників (В. Саянова, Б. Ручйова, Вс. Кочетова та ін.), актуальні проблеми радянської літератури, в т.ч. кн. «Стиль сучасної літератури» (1929). Співавтор книги «Короткий нарис історії російської літератури XIX і ХХ ст.». Автор монографії «Г.І. Успенський». Член Спілки письменників СРСР.
Поборник жорсткої партійної «ідеологічної дисципліни». Брав участь в переслідуванні письменників після розгрому редакції журналів «Звезда» і «Ленинград» (1946), в кампанії проти космополітів (кінець 1940-х), в цькуванні А. Ахматової і М. Зощенка (1954).
Помер 28 грудня 1980 року в Москві.

## Звання
- гвардії майор адміністративної служби

## Нагороди
- ордени
- медаль «За оборону Ленінграда»
- медаль «За бойові заслуги»
- медаль «За перемогу над Німеччиною у Великій Вітчизняній війні 1941—1945 рр.»
- медалі